# Дочанашвили, Гурам Петрович
Гурам Петрович Дочанашвили (груз. გურამ პეტრეს ძე დოჩანაშვილი 26 марта 1939, Тбилиси, Грузинская ССР, СССР — 3 апреля 2021, Тбилиси, Грузия) — грузинский писатель-прозаик, сценарист, историк.

## Биография

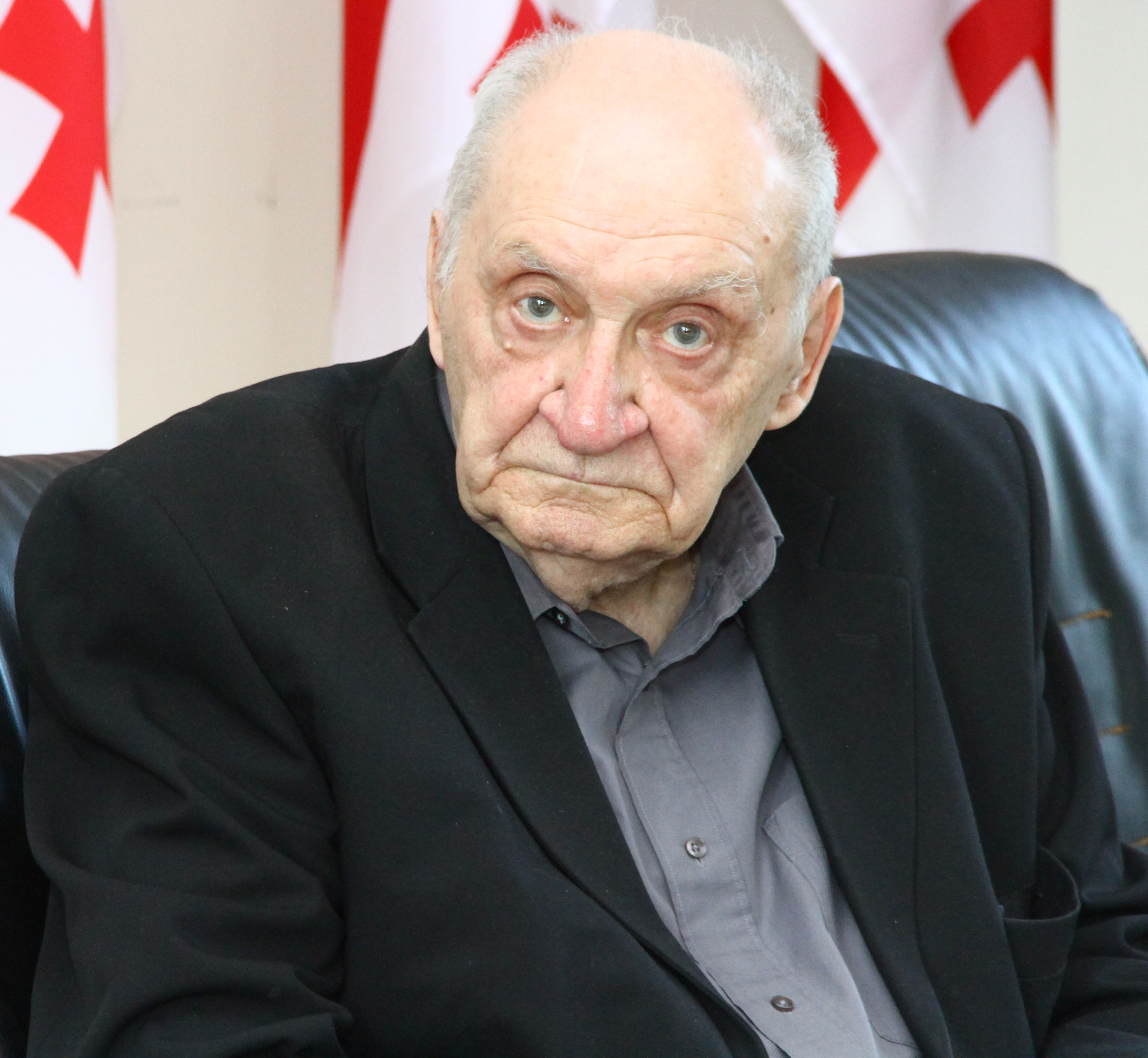
Гурам Дочанашвили в 2018 году.

Родился в Тбилиси 26 марта 1939 года. В школе его одноклассниками были  Звиад Гамсахурдия, Мераб Костава и Гела Чарквиани.
В 1962 году окончил факультет истории Тбилисского государственного университета имени Иванэ Джавахишвили. В 1956 году осуждён впервые за «антисоветскую агитацию и пропаганду». В 1958 году — второй раз за «сопротивление властям». С 1975-го по 1985-й год работал в журнале «Мнатоби».
С 1985 года — главный редактор киностудии «Грузия-фильм».
В Грузии по мотивам его произведений появились многочисленные театральные постановки, сняты фильмы, в том числе фильм «Бесаме» (1989), режиссер Нино Ахвледиани.
В 2010 году Дочанашвили был награжден грузинской литературной премией «Саба» за особый вклад в развитие литературы. В 2020 году стал почетным гражданином Тбилиси.
Умер после болезни 3 апреля 2021 года в возрасте 82 лет.
Одно из самых известных произведений Дочанашвили — роман Первая одежда.

## Фильмы по сценарию Дочанашвили[6]
- 1984 — Искуситель (короткометражный)
- 1987 — Баллада для певца (анимация)
- 1970 — Проходная пешка (короткометражный)

## Награды
- Президентский орден «Сияние» (2010)[7]
- Орден Чести (1997)[8][9]
- Государственная премия Грузии имени Шота Руставели (2018)[10].
- Почётный гражданин Тбилиси (2020)